# Ferdinand De Bondt
Pour les articles homonymes, voir De Bondt.
Ferdinand De Bondt (Saint-Nicolas, 23 septembre 1923- Beveren-Waas, 22 février 2014) est un homme politique belge flamand.
Membre du parti social-chrétien flamand CVP (qu’il quitta en 1998, pour protester contre la décision de sacrifier le marais et le village de Doel à l’extension du port d'Anvers), coopté sénateur en 1968, il devint secrétaire d’État aux réformes institutionnelles et joua, à ce titre, un grand rôle dans l’échec des accords d’Egmont en 1978. Ces dernières décennies, il a recentré son activité politique sur sa région natale, le Pays de Waes, et est devenu l’une des figures les plus en vue dans la lutte pour la préservation des marais de l’Escaut et en particulier du village de Doel.
Les fils d’or de son action sont sa profonde foi chrétienne et son engagement en faveur de l’émancipation de la Flandre.

## Formation et carrière d’enseignant
Issu d’une famille catholique, Ferdinand De Bondt fit ses études secondaires à l’école des frères (Broederschool) de Saint-Nicolas, suivies d’études supérieures à l’école normale de cette même ville. Avant d’entamer sa carrière politique, il fut enseignant d’abord à Looz (Borgloon) de 1943 à 1945, ensuite dans sa ville natale, dans cette même école de frères, puis remplit une fonction d’enseignant pédagogique à l’école normale. Il entreprit, un peu sur le tard, d’autres études supérieures, et obtint une licence en mathématiques et en sciences actuarielles à l’université de Gand, et enfin, en 1964, une licence en sciences économiques à l’université de Louvain. Ce n’est qu’à partir de 1968 qu’il devint actif en politique, dans le but, entre autres, de défendre les intérêts de sa région d’origine, le Pays de Waes.

## Engagement dans le mouvement flamand
Depuis toujours, l’émancipation du peuple flamand était, pour Ferdinand De Bondt, une préoccupation majeure. À cet effet, il usera de tous les moyens à sa disposition : activités au sein du mouvement scout, tout d’abord ; puis engagement dans une série d’associations par lui mises sur pied, cofondées ou simplement encouragées: le Jong-Davidsfonds (association culturelle), le Vlaamse Volksbeweging (litt. 'Mouvement populaire flamand'), l’université populaire (Volkshogeschool), le Economisch Comité Waasland ; lutte en faveur de la démocratisation de l’enseignement supérieur en Flandre ; organisation des fameuses marches sur Bruxelles de 1961 et 1962, dont il fut un des initiateurs ; enfin, activité journalistique, plus spécialement sa longue collaboration à un hebdomadaire local, Het Vrije Waasland, qui tirait à plus de 30 000 exemplaires, et pour lequel il écrivait chaque semaine. De Bondt, au demeurant, ne perçoit aucune contradiction entre implication locale et émancipation flamande générale, voyant dans le développement régional essentiellement une manière spécifique, en phase avec un lieu et une époque donnés, de décliner les aspirations globales du mouvement flamand — cela à l’instar de cette bivalence qui a toujours été la caractéristique du mouvement flamand : réalisation progressive de l’autonomie, mais en interaction avec ce qui se passe au-dehors, en Europe et dans le monde.

## Carrière politique
Membre du parti social chrétien CVP (rebaptisé CD&V il y a quelques années), où il appartenait à l’aile Boerenbond, mais dépourvu de mandat politique, il fut coopté comme sénateur provincial pour ce parti en 1968. En juin 1977, De Bondt devint secrétaire d’État chargé des réformes institutionnelles dans le gouvernement Tindemans IV, et le resta dans le gouvernement de transition Paul Vanden Boeynants II, jusqu’aux nouvelles élections de décembre 1978. En tant que secrétaire d’État, il avait reçu mission, conjointement avec son collègue francophone Jules Hoyaux, de transposer le pacte d’Egmont en textes législatifs. Lors de ces travaux de transposition, il entendit cependant donner des dispositions dudit pacte une interprétation qui allait dans un sens fédéraliste (décentralisateur) assez marqué, ce qui ne manqua de susciter de nombreuses critiques, surtout de la part de membres francophones du gouvernement. En ne cessant de faire toucher du doigt un certain nombre de lacunes dans le pacte d’Egmont et de signaler certains passages, selon lui anti-constitutionnels, du projet de loi, vices qui nécessitaient une reprise des négociations, chose jugée inacceptable côté francophone, il contribua dans une certaine mesure a exacerber les tensions et les conflits qui devaient finalement conduire à la démission du gouvernement Tindemans en octobre 1978.
Sans doute est-ce en raison de cette attitude de fermeté que Ferdinand De Bondt ne devait plus jouer aucun rôle d’importance dans la période suivant la crise du pacte d’Egmont. Après 1978, il fut sénateur jusque 1991 ; depuis, il est sénateur honoraire. Au sein du CVP, il passait pour un spécialiste des transports publics et appartenait au courant flamingant de ce parti. Il rompit avec ce parti en 1998 (v. ci-dessous).

## Sauvegarde de Doel, «le Stalingrad des marais de l’Escaut»
Dès l’annonce, en 1963, des premiers projets d’expansion du port d’Anvers, lesquels prévoyaient que serait sacrifiée la majeure partie des marais du Pays de Waes sur la rive gauche de l’Escaut, De Bondt s’engagea activement dans la lutte afin de limiter l’expansion portuaire et de préserver l’habitat et l’agriculture dans cette zone menacée. C’est à son intervention que fut fixée, sur le plan de secteurs de 1978, ce qu’il est convenu depuis lors d’appeler la ligne De Bondt (néerl. De Bondtlijn), laquelle, courant d’est en ouest, limitait l’extension du port d’Anvers à la partie des marais située au sud de cette ligne, et, partant, eût préservé (si elle n’avait été battue en brèche 20 ans plus tard) le village de Doel de la disparition ; De Bondt fut aidé en cela, il est vrai, par la récession économique, qui avait conduit les autorités en 1978 à revoir à la baisse leur projet de plan d’aménagement. Ainsi, la partie située au nord de l’étendue déjà expropriée avait été requalifiée 'zone d’extension portuaire' (havenuitbreidingsgebied), ce qui signifiait en fait que la destination agricole était maintenue comme destination principale ; Doel était marquée zone d’habitation sur la carte, environnée de zones agricoles.
Ce n’était toutefois qu’une trêve : au cours de la deuxième moitié de la décennie 1990, des plans furent rendus publics, d’après lesquels Doel serait purement et simplement rayé de la carte en vue de la construction de deux nouveaux bassins, le Deurganckdok (mis en service en 2005) et le Saeftinghedok (toujours à l’état de projet). En 1997, De Bondt, en compagnie de l’universitaire Karel Van Isacker et du metteur en scène de cinéma Frank Van Passel, assuma alors le parrainage de Doel 2020, comité d’action qui œuvrait, et œuvre encore, pour la sauvegarde de Doel et des marais nord de l’Escaut. Jusqu’à aujourd’hui, F. De Bondt est resté actif dans ce comité d’action, réclamant pour sa région natale un droit de codécision dans toute modification du plan d’aménagement, exigeant que les villages de marais soient préservés, et demandant que l’expansion portuaire soit limitée à des dimensions raisonnables et pouvant être justifiées. À plus de 80 ans, F. De Bondt continue de suivre au jour le jour les nouveaux développements de cet écheveau de lois, décrets, plans de secteurs etc., dont il connaît tous les tenants et aboutissants ; ses adversaires le décrivent comme un guérillero avec l’expérience d’un maréchal.
En 1998 enfin, décision formelle fut prise par le gouvernement flamand Van den Brande II (issu d’une coalition entre CVP et parti socialiste) que Doel devait disparaître à terme — décision qui se voulait irrévocable, mais que les habitants de Doel et les fermiers menacés d’expropriation attaquèrent devant le Conseil d’État, lequel statua en leur faveur. Cependant, se servant de ce que De Bondt qualifiera de législation d’exception, en l’espèce le validatiedecreet (‘décret de validation’) et le nooddecreet (‘décret d’urgence’), l’autorité flamande, avec le soutien du parlement flamand, entendait contourner l’arrêt du Conseil d’État, ce que De Bondt dénoncera comme une grave atteinte à l’État de droit. Le Deurganckdok fut donc réalisé, un peu au sud de Doel. Mais plus récemment (septembre 2007), le Comité Doel 2025, ayant saisi le tribunal de Termonde (Dendermonde), obtint de celui-ci que les travaux de démolition à Doel fussent suspendus.
La décision fatidique de 1998 amena Ferdinand De Bondt à quitter le CVP pour se consacrer entièrement, désormais en dehors de tout parti politique, à la lutte pour la sauvegarde de Doel. Il fut parmi les premiers à faire usage en 1998 du droit de pétition, fraîchement institué en Flandre, et à introduire, en faveur de Doel, une requête auprès du parlement flamand.